# La musica di Rai 3
La musica di Rai 3 è stato un programma televisivo italiano dedicato alla musica colta, che è andato in onda su Rai 3 dal 1999 al 2015.
la trasmissione non solo propone le riprese di concerti dal vivo di musica colta, ma documenta anche festival e personaggi legati al mondo della musica colta (classica, lirica, jazz e musica contemporanea). Tra le principali istituzioni musicali con cui collabora vi sono l'Orchestra Sinfonica Nazionale della RAI, l'Accademia nazionale di Santa Cecilia e l'Orchestra del Teatro alla Scala di Milano.